# Latur
Latur es una ciudad y  municipio situada en el distrito de Latur en el estado de Maharashtra (India). Su población es de 382940 habitantes (2011).. El 30 de septiembre de 1993 un terremoto causó cerca de 10000 muertos en la ciudad.

## Demografía
Según el censo de 2011 la población de Latur era de 382940 habitantes, de los cuales 197737 eran hombres y 185203 eran mujeres. Latur tiene una tasa media de alfabetización del 84,22%, superior a la media estatal del 82,34%: la alfabetización masculina es del 88,96%, y la alfabetización femenina del 79,20%.